# Replicació de l'ADN
La replicació de l'ADN és el procés pel qual es produeix a partir d'una molècula original d'ADN dues còpies idèntiques. La replicació té lloc en tots els organismes vius i és la base biològica de l'herència, és a dir, que és la molècula que serà transmesa a la descendència.

Durant la replicació de l'ADN, la doble hèlix es divideix en dues parts: les bases nitrogenades de cada meitat s'acoblen amb la base homòloga, formant així la cadena mancant.

Degut a la seva vital importància és un mecanisme altament complex tant en la regulació d'aquest, com en la intervenció de múltiples proteïnes que el duen a terme. Degut a la seva estructura de doble hèlix complementària, permet que aquest procés sigui semiconservatiu. Això vol dir que cada una de les cadenes originals servirà de motlle per la síntesi d'una nova cadena. Aquest fet assegura una alta fidelitat en la replicació, així com facilita la correcció d'errors que es poguessin donar durant la replicació.

## Estructura de l'ADN
Les estructures del DNA es poden determinar utilitzant NMR espectroscòpia basada en la ressonància magnètica nuclear o difracció de raigs X. Els primers informes publicats sobre els patrons de difracció de l'A-DNA i B-DNA analitzades basant-se amb la transformada de Patterson que aconseguia informació limitada sobre l'estructura i orientació de les fibres de DNA aïllades del timus de vedella.Wilkins va proposar una anàlisi alternativa el 1953 per als patrons de difracció/dispersió de raigs X de dispersió d'ADN bacterià hidratat. Tot i que la forma B del DNA és més freqüent en les condicions fisiològiques de la cèl·lula. No és una conformació ben definida, sinó una família o un conjunt difús de conformacions d'ADN que es produeixen a nivells d'hidratació alts presenten en una àmplia varietat de cèl·lules vives.
Els seus patrons de difracció de raigs X corresponent i difracció de raigs els patrons de dispersió són característics de paracristalls moleculars amb un grau significatiu de desordre (> 20%), i, paral·lelament, l'estructura no és tractable utilitzant només l'anàlisi estàndard.
D'altra banda, les anàlisis estàndard, que només afectin les transformades de Fourier de funcions de Bessel
i models moleculars d'ADN, encara s'utilitzen de forma sistemàtica per a l'anàlisi de patrons de difracció de raigs X d'A-ADN i Z-ADN.

## ADN polimerasa
Les ADN polimerases o pel seu acrònim DNApol són una família d'enzims que duen a terme la síntesi de ADN. En general les DNApol no poden iniciar la síntesi de noves cadenes de ADN de novo, ja que necessiten un fragment primer d'ARN complementari, anomenat encebador. Un cop aquest encebador està sintetitzat la DNApol pot iniciar la síntesi de la nova cadena, el que es coneix com a elongació. Els nous nucleòtids s'afegeixen a l'extrem 3' de la cadena generant un enllaç fosfodièster. En particular, les ADN polimerases utilitzen els nucleòsids trifosfats i mitjançant la hidròlisi entre el primer i segon fosfat del nucleòsid obtenen l'energia suficient per generar l'enllaç fosfodièster, a més de produir un pirofosfat residual.
En general les ADN polimerases tenen una taxa d'error molt baixa, de fet es calcula que és d'un error per cada 10 milions de nucleòtids afegits. A més, algunes DNApol tenen la capacitat d'autoesmenar els errors que han comès. Un cop el procés de replicació s'ha completat la maquinària de reparació de aparellaments erronis (mismatch repair mechanisms) recorre el ADN en busca d'errors, essent capaç de distingir entre la cadena nova i la cadena vella.

## Procés replicatiu
El procés replicatiu com ja s'ha esmentat té lloc en tots els éssers vius. Tot i tenir essencialment els mateixos passos en tots, en els eucariotes el procés és molt més complex que en procariotes, ja que intervenen moltes més proteïnes.
De manera general es pot distingir la iniciació, l'elongació i la terminació. La replicació és un procés irreversible, un cop s'inicia no es pot tornar enrere, per tant la iniciació d'aquest procés està molt ben regulada. El complex de pre-replicació i el complex de pre-iniciació regulen la formació de tot el complex regulador que envolta a la DNApol a més de promoure la separació de les dues cadenes de l'ADN. En l'elongació és dona la síntesi de les noves cadenes d'ADN, sempre en direcció 5' a 3', i de manera simultània s'anirà obrint part de la cadena d'ADN i tancant les parts de nova síntesi, formant el que es coneix com a forqueta de replicació. Finalment la terminació es la fase on la DNApol salta de la forqueta de replicació i s'ha d'iniciar la formació de nou dels complexos d'iniciació. En eucariotes, degut a què els cromosomes són lineals i, per tant, en les regions terminals (o telòmers) hi ha molta més inestabilitat i la forqueta de replicació no és estable. Per això, la replicació no es duu a terme de la manera descrita, sinó que la duen a terme les telomerases.

## Regulació
En eucariotes la replicació del DNA està regulada en el context del cicle cel·lular i sobre la base de les necessitats de l'individu. A més en un context d'individu pluricel·lular, el cicle cel·lular està regulat per senyals externes, com hormones. La progressió de les cèl·lules eucariotes durant el cicle és controlada pels punts de control de cicle (cell cycle checkpoints), que es basa en la interacció entre unes proteïnes anomenades ciclines i les kinases dependents de ciclines (CDKs).
En canvi, en procariotes el cicle cel·lular no està tan ben definit, i el DNA està constantment replicant-se. Les principals senyals reguladores vindran de la presència d'aliment o les condicions ambientals.

## Reacció en cadena de la polimerasa
Avui dia els investigadors són capaços de replicar el ADN in vitro utilitzant DNApols i repetint les reaccions d'elongació de manera seqüencial, en un procés conegut com reacció en cadena de la polimerasa o PCR. Aquesta tècnica ha permès obtenir grans quantitats de còpies d'ADN d'una mostra inicial molt petita. Degut a això, s'han desenvolupat nombroses aplicacions, com la seqüenciació massiva de genomes, i ha facilitat molt els avenços de la recerca biomèdica.